# (6707) Сигэру
(6707) Сигэру (лат. Shigeru) — типичный астероид главного пояса, который был открыт 13 ноября 1988 года японскими астрономами Масаюки Янай и Кадзуро Ватанабэ в обсерватории Китами и назван в честь японского доктора медицины и астронома-любителя Сигэру Накано (англ. Shigeru Nakano), который составил множество руководств и звёздных атласов, в том числе один из наиболее подробных в Японии. Название предложено открывателями астероида по предложению А.Фудзии (англ. A.Fujii) и Т.Сато (англ. T.Sato).

Орбита астероида Сигэру и его положение в Солнечной системе